# Vera Deleja-Hotko
Vera Deleja-Hotko (* 1993 in Linz) ist eine österreichische investigative Journalistin.

## Leben
Vera Deleja-Hotko besuchte die HTL für Bau und Design in Linz mit Schwerpunkt Holzbau. An der Universität Wien studierte sie Publizistik- und Kommunikationswissenschaft sowie Globalgeschichte. Ihre journalistische Ausbildung absolvierte sie als Stipendiatin am Institut zur Förderung publizistischen Nachwuchses in München. Seit 2018 arbeitet Deleja-Hotko als Journalistin mit den Schwerpunkten Migration, Soziale Ungleichheit und Rechtsextremismus unter anderem im Spiegel, Der Zeit, der Süddeutschen Zeitung, dem ZDF und dem Tagesspiegel.
Sie war Teil des Rechercheteams, das im Mai 2019 das Ibiza-Video veröffentlichte. Dafür erhielt sie den deutschen Reporter:innenpreis sowie den Nannen-Preis in der Kategorie „Beste Investigation“. In einem internationalen Team recherchierte sie 2021 zur EU-Grenzschutzagentur Frontex. Dazu veröffentlichte sie unter anderem mit dem ZDF Magazin Royale die Frontex Files sowie mit SWR Wissen das Feature „Wer eigentlich kontrolliert Frontex?“, das für den Deutschen Radiopreis 2021 in der Kategorie „Beste Reportage“ nominiert wurde.
Seit Juli 2021 leitet sie den Bereich Recherche beim Informationsfreiheitsportal FragDenStaat.